# Juulia Turkkila
Juulia Turkkila (Helsinki, 3 novembre 1994) è una danzatrice su ghiaccio finlandese, vincitrice della medaglia di bronzo ai Campionati europei di pattinaggio di figura 2023 insieme a Matthias Versluis.

## Biografia
Juulia Turkkila è nata il 3 novembre 1994 a Helsinki, in Finlandia. A 6 anni ha iniziato a studiare balletto presso l'Opera Nazionale Finlandese, in seguito a queste lezioni ha aggiunto quelle di pattinaggio. A 13 anni ha abbandonato il balletto per dedicarsi solo al pattinaggio. Ha gareggiato nella competizione individuale fino al 2014, partecipando ai Campionati europei e mondiali fra il 2011 e il 2014. Nel 2016, in seguito a diversi infortuni che le hanno impedito di allenarsi sui salti, è passata alla danza su ghiaccio dietro suggerimento di Maurizio Margaglio. Dopo il diploma Turkkila ha proseguito gli studi iscrivendosi alla facoltà di Economia dell'Aalto University.

## Palmarès

### Danza su ghiaccio con Versluis
| Internazionali                      | Internazionali | Internazionali | Internazionali | Internazionali | Internazionali | Internazionali | Internazionali | Internazionali | Internazionali |
| Evento                              | 2016–17        | 2017–18        | 2018–19        | 2019–20        | 2020–21        | 2021-22        | 2022-23        | 2023-24        | 2024-25        |
| ----------------------------------- | -------------- | -------------- | -------------- | -------------- | -------------- | -------------- | -------------- | -------------- | -------------- |
| Giochi olimpici invernali           |                |                |                |                |                | 15°            |                |                |                |
| Campionati mondiali                 |                |                | 16°            | C              | 21°            | 12°            | 9°             | 10°            | 11°            |
| Campionati europei                  |                |                | 11°            |                | C              | R              | 3°             | 6°             | 4°             |
| GP Cup of China                     |                |                |                |                |                |                |                |                | 5°             |
| GP della Finlandia                  |                |                | 6°             |                |                |                | 3°             | 3°             | 3°             |
| GP Trophée Eric Bompard             |                |                |                |                |                | 7°             | 7°             |                |                |
| GP NHK Trophy                       |                |                |                |                |                |                |                | 4°             |                |
| CS Budapest Trophy                  |                |                |                |                |                |                |                |                | 3°             |
| CS Finlandia Trophy                 |                | 15°            | 6°             | R              |                | 6°             | 3°             | 1°             |                |
| CS Lombardia Trophy                 |                | 10°            | 6°             | R              |                | 6°             |                |                |                |
| CS Nebelhorn Trophy                 |                |                |                |                |                | 1°             |                | 3°             |                |
| CS Ondrej Nepela Trophy             |                |                | 7°             |                |                |                |                |                | 4°             |
| CS Tallinn Trophy                   | 13°            |                |                |                |                |                |                |                |                |
| Universiadi                         | 8°             |                | 4°             |                |                |                |                |                |                |
| Bavarian Open                       | 11°            | 6°             | 3°             |                |                |                |                |                |                |
| Cup of Nice                         |                | 13°            |                |                |                | 1°             | 1°             |                |                |
| Egna Trophy                         |                | 5°             |                | 1°             |                |                |                |                |                |
| Ice Challenge                       |                | 3°             |                |                |                |                |                |                |                |
| Ice Star                            |                |                | 2°             |                |                |                |                |                |                |
| NRW Trophy                          | 6°             |                |                |                |                |                |                |                |                |
| Open d'Andorra                      |                | 5°             |                |                |                |                |                |                |                |
| Road to 26 Trophy                   |                |                |                |                |                |                |                |                | 1°             |
| Swiss Open                          |                |                |                |                |                |                |                | 1°             |                |
| Warsaw Cup                          |                |                | 3°             |                |                |                |                |                |                |
| Nazionali                           |                |                |                |                |                |                |                |                |                |
| Campionati finlandesi               | 2°             | 2°             | 1°             |                | C              | 1°             | 1°             | 1°             | 1°             |
| R = ritirati; C = evento cancellato |                |                |                |                |                |                |                |                |                |

### Competizioni individuali
| Internazionali                    | Internazionali | Internazionali | Internazionali | Internazionali | Internazionali | Internazionali | Internazionali | Internazionali |
| Evento                            | 2008–09        | 2009–10        | 2010–11        | 2011–12        | 2012–13        | 2013–14        | 2014–15        | 2015–16        |
| --------------------------------- | -------------- | -------------- | -------------- | -------------- | -------------- | -------------- | -------------- | -------------- |
| Campionati mondiali               |                |                | 20°            | 18°            | 31°            | 29°            |                |                |
| Campionati europei                |                |                | 15°            | 17°            | 17°            | 12°            |                |                |
| GP Finlandia Trophy               |                |                |                |                |                |                | 7°             | 14°            |
| GP Nebelhorn Trophy               |                |                |                |                |                |                | 6°             | 10°            |
| GP Warsaw Cup                     |                |                |                |                |                |                |                | 6°             |
| Challenge Cup                     |                |                |                |                | 6°             |                |                |                |
| Cup of Nice                       |                |                |                |                | 8°             | 21°            |                |                |
| Finlandia Trophy                  |                |                |                | 6°             | 6°             | 7°             |                |                |
| Lombardia Trophy                  |                |                |                |                |                |                |                | 5°             |
| Nebelhorn Trophy                  |                |                |                |                | 9°             | 14°            |                |                |
| Campionati nordici                |                |                | 3°             | 1°             |                | 5°             |                |                |
| Skate Helena                      |                |                |                |                |                | 1°             |                |                |
| Volvo Open                        |                |                |                |                |                | 3°             |                |                |
| Internazionali: Junior            |                |                |                |                |                |                |                |                |
| Campionati mondiali               |                |                | 16°            | 19°            |                |                |                |                |
| JGP Estonia                       |                |                |                | 13°            |                |                |                |                |
| JGP Germania                      |                |                | 10°            |                |                |                |                |                |
| JGP Polonia                       |                |                |                | 13°            |                |                |                |                |
| Ice Challenge                     |                | 5° J           | 3° J           |                |                |                |                |                |
| Campionati nordici                |                | 5° J           |                |                |                |                |                |                |
| Warsaw Cup                        | 9° N           |                |                |                |                |                |                |                |
| Nazionali                         |                |                |                |                |                |                |                |                |
| Campionati finlandesi             |                | 4° J           | 1° J           | 2°             | 2°             | 1°             |                | 3°             |
| Categoria: N = Novice; J = Junior |                |                |                |                |                |                |                |                |